# Carlo Pisacane (ator)
Carlo Pisacane, também conhecido como Capannelle (Nápoles, 1891 - Roma, 9 de junho de 1974) foi um ator italiano.
Carlo fez sua estreia muito jovem, juntamente com Tina Pica, em filmes mudos, ou nos filmes da diretora Elvira Notari, em pequenos papéis, totalizando cerca de 70 filmes em sua carreira. Seu tipo físico esguio e sua aparência de derrotado marcou sua carreira.
Em 1946 participou de Paisá de Roberto Rossellini, mas o verdadeiro avanço na carreira ocorreu em 1958, quando Mario Monicelli o escolheu para o papel de Capannelle, de I soliti ignoti. A partir desse papel Carlo passou a ser mais conhecido pelo apelido de Capannelle do que propriamente seu nome. O casamento entre ator-personagem foi tão grande que no final dos anos 60, o ator napolitana é ainda creditado com o seu pseudônimo. Atuou também em L'armata Brancaleone, também de Monicelli, onde representou o judeu Habacuc, um personagem marcante. A parte mais importante de sua curta, mas intensa carreira foi o papel do pai de Otello em Il vigile, de Luigi Zampa (1960), uma das mais bem sucedidas performances cômicas de Alberto Sordi.
O último dos mais de 70 filmes em uma carreira será Fratello sole, sorella luna, de Franco Zeffirelli, de 1972. Carlo morreu dois anos depois, em 9 de junho de 1974, agora octogenário em Roma, cidade que adotou.